# Armstrong (Manitoba)
Armstrong es un municipio rural canadiense situado en la provincia de Manitoba.

## Superficie
Armstrong tiene una superficie de 1868,24 km².

## Demografía
En 2021, tenía 1967 habitantes, una densidad poblacional de 1,1 hab./km², y 1056 viviendas.